# 1-Propanethiol
1-Propanethiol hay propyl mercaptan là một hợp chất hữu cơ có công thức phân tử là CH3CH2CH2SH. Là một hợp chất hữu cơ thuộc nhóm thiol. Nó là một chất lỏng không màu, có mùi khó chịu. Nó có độc tính vừa phải, ít đặc hơn nước và ít hòa tan trong nước. Nó được sử dụng làm nguyên liệu cho thuốc trừ sâu. Nó rất dễ cháy và tạo ra khói độc trong đám cháy. Khi làm nóng nó sẽ làm tăng áp suất và có nguy cơ phát nổ. 

## Cấu tạo
1-Propanethiol là một hợp chất hữu cơ trong nhóm thiol, có công thức phân tử và công thức cấu tạo gần giống như rượu, ngoại trừ việc phân tử có chứa nhóm sulfhydryl chứa lưu huỳnh (-SH) thay thế cho nhóm hydroxyl chứa oxy trong phân tử. Công thức phân tử của 1-propanethiol là CH3CH2CH2SH, và công thức cấu tạo của nó gần giống như công thức cấu tạo của rượu n-propanol.

## Sản xuất
1-Propanethiol được sản xuất bằng phản ứng của propen với hydro sulfide và tia cực tím bằng phản ứng cộng Anti-Markovnikov. Chất này cũng có thể được điều chế bằng phản ứng của natri bisulfide với 1-chloropropan tạo ra 1-propanethiol và natri chloride.
NaHS + CH3CH2CH2Cl → CH3CH2CH2SH + NaCl